# Świątynia Antonina i Faustyny
Świątynia Antonina i Faustyny (Templum Divi Antonini et Divae Faustinae, Templum Faustinae, Templum Divi Pii) – świątynia znajdująca się w północnej części Forum Romanum w Rzymie, zbudowana w 141 roku n.e. na polecenie cesarza Antonina Piusa dla uczczenia jego zmarłej małżonki Faustyny Starszej. Po śmierci i deifikacji cesarza jego następca Marek Aureliusz w 161 roku n.e. zadedykował świątynię Antoninowi i Faustynie. 
Wzniesiona z peperynu (rodzaj tufu wulkanicznego) świątynia posadowiona została na wysokim podium, także wykonanym z peperynu. Zwieńczona tympanonem fasada frontowa wspierała się na wysokich na 17 metrów sześciu korynckich kolumnach, wykonanych z zielonego marmuru zwanego cipollino. Dwie dodatkowe kolumny znajdowały się także na obydwu bokach pronaosu. Marmurowy fryz ozdobiono był płaskorzeźbami z motywami gryfów i kandelabrów.
W XI wieku świątynię przekształcono w kościół San Lorenzo in Miranda. W XV wieku dobudowane zostały boczne kaplice, wyburzone z rozkazu papieża Pawła III w 1536 roku z okazji wizyty cesarza Karola V. Na początku XVII wieku wnętrze świątyni zostało całkowicie przebudowane, wzniesiono także barokową fasadę frontową według projektu Orazio Torrianiego. W XIX wieku w celu wyeksponowania zachowanego pronaosu dokonano obniżenia gruntu do pierwotnej wysokości, a także zrekonstruowano prowadzące do świątyni schody.